# Les Borges del Camp
Les Borges del Camp är en kommun i Spanien.   Den ligger i provinsen Província de Tarragona och regionen Katalonien, i den östra delen av landet, 400 km öster om huvudstaden Madrid. Antalet invånare är 2 127.
Terrängen runt Les Borges del Camp är kuperad åt nordväst, men åt sydost är den platt. Runt Les Borges del Camp är det tätbefolkat, med 459 invånare per kvadratkilometer. Närmaste större samhälle är Reus, 7,6 km öster om Les Borges del Camp. 